# لوف إيداوي
لوف إيداوي (الاسم العلمي:Arum idaeum) هو نوع من النباتات يتبع جنس اللوف من الفصيلة اللوفية.